# Garcinia calophylla
Garcinia calophylla är en tvåhjärtbladig växtart som beskrevs av Jean Baptiste Louis Pierre. Garcinia calophylla ingår i släktet Garcinia och familjen Clusiaceae. Inga underarter finns listade i Catalogue of Life.